# Tutta la notte (Livio Cori)
Tutta la notte è un singolo del rapper italiano Livio Cori in collaborazione con Ghemon pubblicato il 15 settembre 2015.